# Liste der Nummer-eins-Hits in Malaysia (2018)
Diese Liste der Nummer-eins-Hits in Malaysia 2018 basiert auf den offiziellen Chartlisten der RIM. Die Charts basieren allein auf Musikstreaming. In den Kalenderwochen 23 und 24 wurden keine Charts veröffentlicht.

## Singles
| ← 2017 ← | Liste der Nummer-eins-Hits in Malaysia | Liste der Nummer-eins-Hits in Malaysia | Liste der Nummer-eins-Hits in Malaysia | 2019 →                    |
| \| Zeitraum \| Wo. ges. \| Interpret \| Titel Autor(en) \| Zusätzliche Informationen \| \| (Zeitraum, Wochen auf Platz eins, Interpret, Titel, Autor[en], zusätzliche Informationen) \| \| \| \| \| \| ----------------------------------------------------------------------------------------- \| -------- \| ----------------------- \| ------------------------------------------------------------------------------------------------------------------------------------------------------------------------------------------------------------------------------ \| ------------------------- \| \| 10. November 2017 – 15. Februar 2018 14 Wochen (insgesamt 16) \| 16 \| Ed Sheeran \| Perfect Ed Sheeran \| – \| \| 16. Februar 2018 – 15. März 2018 4 Wochen \| 4 \| Kendrick Lamar & SZA \| All the Stars Alexander William Shuckburgh, Mark Anthony Spears, Solána Imani Rowe \| – \| \| 16. März 2018 – 29. März 2018 2 Wochen \| 2 \| Marshmello & Anne-Marie \| Friends Chris Comstock, Natalie Maree Dunn, Anne-Marie Rose Nicholson \| – \| \| 30. März 2018 – 5. April 2018 1 Woche (insgesamt 2) \| 2 \| The Weeknd \| Call Out My Name Abel Tesfaye, Adam King Feeney, Nicolas Alfredo Jaar \| – \| \| 6. April 2018 – 12. April 2018 1 Woche \| 1 \| Sufian Suhaimi \| Di Matamu \| – \| \| 13. April 2018 – 19. April 2018 1 Woche (insgesamt 2) \| 2 \| The Weeknd \| Call Out My Name Abel Tesfaye, Adam King Feeney, Nicolas Alfredo Jaar \| – \| \| 20. April 2018 – 17. Mai 2018 4 Wochen \| 4 \| Ariana Grande \| No Tears Left to Cry Ariana Grande, Max Martin, Ilya Salmanzadeh, Savan Kotecha \| – \| \| 18. Mai 2018 – 31. Mai 2018 2 Wochen \| 2 \| BTS \| Fake Love \| – \| \| 8. Juni 2018 – 14. Juni 2018 1 Woche (insgesamt 5) \| 5 \| Maroon 5 feat. Cardi B \| Girls Like You Adam Levine, Henry Walter, Belcalis Almanzar, Brittany Talia Hazzard, Jason Evigan, Gian Stone \| – \| \| 15. Juni 2018 – 21. Juni 2018 1 Woche \| 1 \| 블랙핑크 / Blackpink \| 뚜두뚜두 / Ddu-du Ddu-du \| – \| \| 22. Juni 2018 – 12. Juli 2018 3 Wochen (insgesamt 5) \| 5 \| Maroon 5 feat. Cardi B \| Girls Like You Adam Levine, Henry Walter, Belcalis Almanzar, Brittany Talia Hazzard, Jason Evigan, Gian Stone \| – \| \| 13. Juli 2018 – 9. August 2018 4 Wochen \| 4 \| Drake \| In My Feelings Aubrey Graham, Benny Workman, Darius Harrison, Caresha Brownlee, Jatavia Johnson, Stephen Garrett, James Scheffer, Rex Zamor, Dwayne Carter, Renetta Lowe-Bridgewater, Orville Hall, Phillip Price, Noah Shebib \| – \| \| 10. August 2018 – 16. August 2018 1 Woche (insgesamt 5) \| 5 \| Maroon 5 feat. Cardi B \| Girls Like You Adam Levine, Henry Walter, Belcalis Almanzar, Brittany Talia Hazzard, Jason Evigan, Gian Stone \| – \| \| 17. August 2018 – 23. August 2018 1 Woche (insgesamt 6) \| 6 \| Calum Scott \| You Are the Reason Calum Scott, Corey Sanders, Jon Maguire \| – \| \| 24. August 2018 – 13. September 2018 3 Wochen \| 3 \| BTS \| Idol \| – \| \| 14. September 2018 – 18. Oktober 2018 5 Wochen (insgesamt 6) \| 6 \| Calum Scott \| You Are the Reason Calum Scott, Corey Sanders, Jon Maguire \| – \| \| 19. Oktober 2018 – 25. Oktober 2018 1 Woche \| 1 \| Dua Lipa & Blackpink \| Kiss and Make Up Yannick Rastogi, Zacharie Alexandre Eaymond, Chelcee Maria Grimes, Mathieu Jomphe-Lepine, Marc Vincent, Dua Lipa \| – \| \| 26. Oktober 2018 – 1. November 2018 1 Woche \| 1 \| Steve Aoki feat. BTS \| Waste It on Me Steve Aoki, Sean Foreman, Jeff Halavacs, Ryan Ogren, Nate Cyphert, Kim Nam Jun, Michael Gazzo \| – \| \| 2. November 2018 – 20. Dezember 2018 7 Wochen \| 7 \| Ariana Grande \| Thank U, Next Charles Anderson, Victoria McCants, Tommy Brown, Michael Foster, Ariana Grande, Tayla Parx \| – \| \| 21. Dezember 2018 – 17. Januar 2019 4 Wochen \| 4 \| Post Malone & Swae Lee \| Sunflower (Spider-Man: Into the Spider-Verse) Louis Russell Bell, William Thomas Walsh, Carter Lang, Austin Richard Post, Carl Austin Rosen, Khalif Malik ibn Shaman Brown \| – \| |                                        |                                        | |                           |
| ← 2017 |                                        |                                        | | → 2019 →                  |
| Zeitraum | Wo. ges.                               | Interpret                              | Titel Autor(en) | Zusätzliche Informationen |
| (Zeitraum, Wochen auf Platz eins, Interpret, Titel, Autor[en], zusätzliche Informationen) |                                        |                                        | |                           |
| 10. November 2017 – 15. Februar 2018 14 Wochen (insgesamt 16) | 16                                     | Ed Sheeran                             | Perfect Ed Sheeran | –                         |
| 16. Februar 2018 – 15. März 2018 4 Wochen | 4                                      | Kendrick Lamar & SZA                   | All the Stars Alexander William Shuckburgh, Mark Anthony Spears, Solána Imani Rowe | –                         |
| 16. März 2018 – 29. März 2018 2 Wochen | 2                                      | Marshmello & Anne-Marie                | Friends Chris Comstock, Natalie Maree Dunn, Anne-Marie Rose Nicholson | –                         |
| 30. März 2018 – 5. April 2018 1 Woche (insgesamt 2) | 2                                      | The Weeknd                             | Call Out My Name Abel Tesfaye, Adam King Feeney, Nicolas Alfredo Jaar | –                         |
| 6. April 2018 – 12. April 2018 1 Woche | 1                                      | Sufian Suhaimi                         | Di Matamu | –                         |
| 13. April 2018 – 19. April 2018 1 Woche (insgesamt 2) | 2                                      | The Weeknd                             | Call Out My Name Abel Tesfaye, Adam King Feeney, Nicolas Alfredo Jaar | –                         |
| 20. April 2018 – 17. Mai 2018 4 Wochen | 4                                      | Ariana Grande                          | No Tears Left to Cry Ariana Grande, Max Martin, Ilya Salmanzadeh, Savan Kotecha | –                         |
| 18. Mai 2018 – 31. Mai 2018 2 Wochen | 2                                      | BTS                                    | Fake Love | –                         |
| 8. Juni 2018 – 14. Juni 2018 1 Woche (insgesamt 5) | 5                                      | Maroon 5 feat. Cardi B                 | Girls Like You Adam Levine, Henry Walter, Belcalis Almanzar, Brittany Talia Hazzard, Jason Evigan, Gian Stone | –                         |
| 15. Juni 2018 – 21. Juni 2018 1 Woche | 1                                      | 블랙핑크 / Blackpink                   | 뚜두뚜두 / Ddu-du Ddu-du | –                         |
| 22. Juni 2018 – 12. Juli 2018 3 Wochen (insgesamt 5) | 5                                      | Maroon 5 feat. Cardi B                 | Girls Like You Adam Levine, Henry Walter, Belcalis Almanzar, Brittany Talia Hazzard, Jason Evigan, Gian Stone | –                         |
| 13. Juli 2018 – 9. August 2018 4 Wochen | 4                                      | Drake                                  | In My Feelings Aubrey Graham, Benny Workman, Darius Harrison, Caresha Brownlee, Jatavia Johnson, Stephen Garrett, James Scheffer, Rex Zamor, Dwayne Carter, Renetta Lowe-Bridgewater, Orville Hall, Phillip Price, Noah Shebib | –                         |
| 10. August 2018 – 16. August 2018 1 Woche (insgesamt 5) | 5                                      | Maroon 5 feat. Cardi B                 | Girls Like You Adam Levine, Henry Walter, Belcalis Almanzar, Brittany Talia Hazzard, Jason Evigan, Gian Stone | –                         |
| 17. August 2018 – 23. August 2018 1 Woche (insgesamt 6) | 6                                      | Calum Scott                            | You Are the Reason Calum Scott, Corey Sanders, Jon Maguire | –                         |
| 24. August 2018 – 13. September 2018 3 Wochen | 3                                      | BTS                                    | Idol | –                         |
| 14. September 2018 – 18. Oktober 2018 5 Wochen (insgesamt 6) | 6                                      | Calum Scott                            | You Are the Reason Calum Scott, Corey Sanders, Jon Maguire | –                         |
| 19. Oktober 2018 – 25. Oktober 2018 1 Woche | 1                                      | Dua Lipa & Blackpink                   | Kiss and Make Up Yannick Rastogi, Zacharie Alexandre Eaymond, Chelcee Maria Grimes, Mathieu Jomphe-Lepine, Marc Vincent, Dua Lipa                                                                                              | –                         |
| 26. Oktober 2018 – 1. November 2018 1 Woche | 1                                      | Steve Aoki feat. BTS                   | Waste It on Me Steve Aoki, Sean Foreman, Jeff Halavacs, Ryan Ogren, Nate Cyphert, Kim Nam Jun, Michael Gazzo | –                         |
| 2. November 2018 – 20. Dezember 2018 7 Wochen | 7                                      | Ariana Grande                          | Thank U, Next Charles Anderson, Victoria McCants, Tommy Brown, Michael Foster, Ariana Grande, Tayla Parx | –                         |
| 21. Dezember 2018 – 17. Januar 2019 4 Wochen | 4                                      | Post Malone & Swae Lee                 | Sunflower (Spider-Man: Into the Spider-Verse) Louis Russell Bell, William Thomas Walsh, Carter Lang, Austin Richard Post, Carl Austin Rosen, Khalif Malik ibn Shaman Brown                                                     | –                         |